# Belleville Story
Pour les articles homonymes, voir Belleville.
 (mai 2020).
Si vous disposez d'ouvrages ou d'articles de référence ou si vous connaissez des sites web de qualité traitant du thème abordé ici, merci de compléter l'article en donnant les références utiles à sa vérifiabilité et en les liant à la section « Notes et références ».
Pour plus de détails, voir Fiche technique et Distribution.
Belleville Story est un téléfilm français réalisé par Arnaud Malherbe et diffusé le 26 mars 2010 sur Arte.

## Distribution
- Paco Boublard : Freddy
- Tien Shue : Zhu
- Philippe Krhajac : Jadzec
- Longmon Wang : Wang
- Anca Radici : Larna
- Olga Pihiliangegedera : Sacha
- Shanhui Piao : Hibiscus
- Nikolai Kakhanovich : Lech
- Sacha Mijovic : Zorcko
- Otis Ba : Bamako

## Fiche technique
- Titre original : Belleville Story
- Titre allemand : Der Chinese von Belleville
- Réalisation : Arnaud Malherbe
- Scénario : Arnaud Malherbe
- Directeur de la photographie : Jako Raybaut
- Montage : Scott Stevenson
- Décors : Nicolas de Boiscuillé et Maria Msika
- Costumes : Tania Shebabo Cohen
- Son : Vincent Piponnier
- Musique originale : François-Eudes Chanfrault
- Producteur : Laurent Lavolé
- Sociétés de production : Arte France et Gloria Films
- Pays :  France
- Durée : 90 minutes
- Diffusions : 26 mars 2010 et 21 mars 2013 sur Arte

## Projet et réalisation
Le téléfilm est réalisé en 2008 dans le quartier de Belleville à Paris.

## Distinctions
- 2009 : prix du « Meilleur téléfilm » et de la « Révélation masculine » pour Paco Boublard au Festival de la fiction TV de La Rochelle 2009[1]